# توم بوتير (رجل أعمال)
توم بوتير (بالإنجليزية: Tom Potter)‏ هو شخصية أعمال أمريكي، ولد في 1955.